# Poitiers Mária antiochiai hercegnő
Poitiers Mária (1220/25 körül – Canosa di Puglia, 1307. december 10. után) antiochiai hercegnő és tripoliszi grófnő, 1269 és 1277 között II. Mária néven címzetes jeruzsálemi királynő.

## Élete
Édesapja IV. Bohemond antiochiai herceg és tripoliszi gróf, III. Bohemund antiochiai herceg és Orguilleuse d'Harenc másodszülött fia.
Édesanyja Lusignan Mélisende ciprusi és jeruzsálemi királyi hercegnő, Imre ciprusi és jeruzsálemi király, valamint I. Izabella jeruzsálemi királynő legkisebb leánya.
Mária volt szülei második gyermeke, azonban nővére és húga is gyermekkorában meghalt.
Mária akkor örökölte meg jogát a jeruzsálemi trónra, amikor 1268. október 29-én kivégezték Konradin jeruzsálemi és  szicíliai királyt. I. Károly szicíliai király 1277-ben megvette a királyi címet a magát Jeruzsálem jogos királynőjének tartó Poitiers Mária antiochiai hercegnőtől. A hercegnő ezután Rómába ment, sok évvel később az apulai Canosa várában halt meg.